# 蓋斯特訥魏爾湖
48°45′08″N 11°22′34″E / 48.752300°N 11.376014°E
蓋斯特訥魏爾湖（德語：Gerstnerweiher），是德國的湖泊，位於該國東南部，由巴伐利亞州負責管轄，處於英戈爾施塔特，長0.18公里、寬0.07公里，面積0.01平方公里，海拔高度368米。